# (15080) 1999 CR20
A (15080) 1999 CR20 a Naprendszer kisbolygóövében található aszteroida. A LINEAR projekt keretében fedezték fel 1999. február 10-én.